# كادينا (شركة)
شركة كادينا، هي شركة تكنولوجيا متخصصة في مجال التكنولوجيا والخدمات الرقمية - عام 2017 في مدينة الكويت، على يد سيد دهيميجا والدكتور يوسف الحسن، حيث نشأت كفرع منفصل عن شركة الشورى المالية، وتعمل حالياً تحت الاسم القانوني "كادينا سوليوشنز"، لتصبح أحد أبرز الشركات الناشئة في قطاع الحلول التقنية بالمنطقة.

## التاريخ
تأسست شركة كادينا في الكويت عام 2017 على يد سيد دهيميجا الذي يشغل منصب الرئيس التنفيذي للشركة، بدعم من الدكتور يوسف الحسن رئيس مجلس إدارة شركة الشورى المالية. وسرعان ما وسعت كادينا عملياتها بنهاية العام ذاته عبر افتتاح مكتب تمثيلي في قطر تحت اسم كادينا قطر ذ.م.م. وقد تم تمويل المرحلة الأولى من المشروع باستثمار تأسيسي بلغ 2.4 مليون دولار أمريكي قدمه كل من دهيميجا والحسن، مما وضع الأسس لنمو الشركة في قطاع الحلول التقنية.
في عام 2018، واصلت كادينا توسعها الإقليمي بالإمارات عبر تسجيل "كادينا اف زد سي أو" في دبي، حيث أقامت مقرها الرئيسي ووسعت وجودها إلى أبوظبي، كما سجلت فرعها "كادينا الشرق الأوسط وشمال أفريقيا" في السعودية. وبين 2019-2020، امتدت عملياتها إلى الولايات المتحدة والمكسيك، بينما عززت فرعها السعودي بقيادة بشير محمد الذي تولى إدارة العمليات في المناطق الغربية والوسطى والشرقية. وفي الفترة 2020-2022، أطلقت كادينا "بوابة اكتشاف دول مجلس التعاون" التي تستخدم التعلم الآلي لتحديد الحسابات الرئيسية والفرص الواعدة بالمنطقة، إلى جانب إنشاء مراكز معالجة بيانات في أمريكا اللاتينية والتوسع نحو آسيا عبر تأسيس "كادينا آسيا" بقواعد عمليات في ماليزيا وسنغافورة وإندونيسيا، مما يعكس النمو المتسارع للشركة عبر ثلاث قارات.
في سبتمبر 2022، حصلت الشركة على تمويل بقيمة 18 مليون دولار أمريكي من الهيئة العامة للاستثمار الكويتية وشركة تشاينا إكويتي، مما عزز قدراتها التوسعية. وفي عام 2023، نالت كادينا جائزة "أفضل مزود خدمة لعام 2023" في مؤتمر CSSCOPE بمدينة هانغتشو الصينية، كما افتتحت مكتبًا تمثيليًا جديدًا في إسبانيا، وأطلقت خدمة "كادينا باي" في مدينة مكسيكو، وهي منصة متخصصة في ضمان المدفوعات في الوقت المحدد للموردين. وفي نوفمبر 2023، ضخت شركة ADCN & Partners استثمارًا إضافيًا قيمته 43 مليون دولار أمريكي في كادينا، مما يعكس الثقة المتزايدة في نموذج عملها وقدراتها الابتكارية.

## التوسع
تركّز كادينا على تقديم حزمة متكاملة من الخدمات تشمل حلول "الذهاب إلى السوق" وفرق استكشاف الفرص التجارية عبر منطقة الخليج والولايات المتحدة وآسيا والمحيط الهادئ، إلى جانب إدارة المبيعات والحسابات وخدمات الفوترة الخارجية وتحصيل المستحقات المتأخرة عبر منصة كادينا باي، فضلاً عن دعم العملاء التقني. كما تقدم الشركة مجموعة منتجاتها الرقمية التي تتضمن بوابة كادينا ديسكفري ومدير الحسابات الذكي ومنظومة باي بيكون للذكاء الاصطناعي وإنترليكونيكت للربط الذكي، بالإضافة إلى حلول الدفع الإلكتروني عبر كادينا باي، مما يجعلها شريكاً متكاملاً للحلول التقنية والمالية.
تدير كادينا 14 مكتباً منتشرة عالمياً يعمل بها 350 موظفاً، حيث تتوزع مكاتبها في الإمارات العربية المتحدة والمملكة العربية السعودية وقطر والكويت وعمان والبحرين والولايات المتحدة الأمريكية والمكسيك وإسبانيا وكولومبيا والبرازيل وسنغافورة وإندونيسيا وماليزيا. تشمل أسواقها الرئيسية ألمانيا والولايات المتحدة ولوكسمبورغ والهند وسنغافورة والصين، بينما تضم قائمة عملائها شركات مرموقة مثل PwC وNagarro وSAP وMoglix وPeopleStrong وEconocom وCirtuo وCOSCO Shipping، مما يعكس حضورها القوي في قطاع الحلول التقنية والخدمات الرقمية على المستوى الدولي.